# Claudio Baglioni - Capodanno ai Fori Imperiali 2011
Capodanno ai Fori Imperiali 2011 anche conosciuto come Per il mondo, Per Roma è uno dei concerti di fine anno più grandi mai svolti nella capitale, realizzato da Claudio Baglioni nella notte a cavallo tra il 2010 e il 2011 in collegamento speciale con la RAI e una stima di 500 000 spettatori nel circondario.
Il cantautore Baglioni tornato dalla fortunata esperienza in giro per il mondo conclusasi con il concerto al Royal Albert Hall trasmesso su Sky e trasposto nell'album live Per il mondo, decide di festeggiare il ritorno in patria con un concerto di fine anno presso i Fori Imperiali di Roma che la Rai porta in televisione grazie a dei collegamenti speciali con il telegiornale e con i programmi successivi durante il corso della serata.

## Scaletta
Non trattandosi di un tradizionale concerto ma di una celebrazione la scaletta si snoda in maniera piuttosto atipica e lunga, la prima canzone infatti viene suonata alle ore 22:00 e la festa termina alle 01:10, Baglioni dà dunque anche prova di un'esibizione estremante lunga per ben quattro ore.
Il palco e le strutture di luci e casse vengono terminate durante il tardo pomeriggio del giorno 31 dicembre 2010, si vocifera già nella sera i primi avvistamenti del cantautore. Alle ore 21:45 viene mandato sull'enorme schermo posizionato sopra al palco il videoclip del brano Tutti qui che apre ufficialmente la serata ai migliaia di fan che si iniziano a radunare, alle ore 21:50 viene invece proiettato il videoclip del brano Crescendo e cercando seguito poi dal brano Per il mondo. Alle ore 22 Baglioni arriva sul palcoscenico e inizia la lunga esibizione tra migliaia di spettatori.
L'esibizione ha svariati momenti in collegamento con la Rai e con il telegiornale, e si interrompe alla fine del brano La vita è adesso alle ore 23:56 per prepararsi ed iniziare il countdown per il nuovo anno, riprendendo poi alle ore 00:15 del nuovo anno con il brano Dagli il via.
1. E tu come stai?
2. Noi no
3. Avrai
4. Poster
5. Io me ne andrei
6. Con tutto l'amore che posso
7. Amore bello
8. Quante volte
9. Sono io
10. Niente più
11. Io sono qui
12. E tu
13. Un pò di più
14. Vivi
15. Cuore di aliante
16. Sabato pomeriggio
17. Quanto ti voglio
18. Mille giorni di te e di me
19. Porta Portese
20. Questo piccolo grande amore
21. Strada facendo
22. La vita è adesso + conto alla rovescia e auguri di buon anno ore 00:00
23. Dagli il via
24. Notte di note, note di notte
25. Fotografie
26. W l'Inghilterra
27. E adesso la pubblicità
28. Ninna nanna, nanna ninna
29. Buona fortuna
30. Un nuovo giorno o un giorno nuovo
31. Via
32. Per il mondo + saluti finali ore 01:10